# دونبارتونشير الغربية (دائرة انتخابية في المملكة المتحدة)
دونبارتونشير الغربية (بالإنجليزية: West Dunbartonshire)‏ هي إحدى الدوائر الانتخابية في المملكة المتحدة الممثلة في مجلس العموم في برلمان المملكة المتحدة.
عضو البرلمان الذي يمثلها حالياً هو :Rt Hon John McFall (Lab/Co-op).